# Dypsis heterophylla
Espèce
Statut de conservation UICN

 NT  : Quasi menacé
Dypsis heterophylla est une espèce rare de palmiers (Arecaceae), endémique de Madagascar. En 2012 elle est considérée par l'IUCN comme une espèce quasi-menacée. 

## Répartition et habitat
Cette espèce endémique de Madagascar est présente entre 200 et 1 500 m d 'altitude. Elle pousse dans les forêts de sub-montagne et de montagne.